# Comics Code Authority
Pour les articles homonymes, voir CCA.
La Comics Code Authority (CCA) était une organisation de régulation du contenu des comic books publiés aux États-Unis. Les éditeurs adhérents soumettaient leurs publications futures au CCA qui vérifiait leur conformité à un ensemble de règles, le Comics Code. Les comics approuvés obtenaient le droit d'afficher le sceau du CCA sur leur couverture. À son apogée, la CCA constituait de fait un comité de censure des comics. Depuis 2011, l'organisation n'existe plus, après que son influence s'est considérablement restreinte.

## Origines et débuts
La Comics Code Authority est en partie issue d'une autre association d'éditeurs américains, l'Association of Comics Magazine Publishers (en), créée le 1er juillet 1948. Cette association avait promulgué un premier Comics Code en six points, inspiré du Code Hays hollywoodien. Les magazines jugés conformes au code obtenaient l'autorisation de présenter un sceau sur leur couverture, avec la mention Authorized ACMP. Conforms to the Comics Code ». Toutefois l’ACMP est un échec dès sa création en raison d'un manque de représentativité : sur 34 éditeurs, seuls 12 y adhérent. À la suite de diverses défections, l’association est dissoute en 1950.
La question de la régulation des comics ressurgit brutalement en 1954. Les comics sont alors sur la sellette aux États-Unis. Le psychiatre Fredric Wertham vient de publier Seduction of the Innocent, un livre violemment opposé au genre, qu'il accuse entre autres choses d'être à l'origine de la délinquance juvénile. Le livre obtient un large écho, créant l'inquiétude chez de nombreux parents dont les enfants sont amateurs de comics. Dans le même temps, une commission d'enquête sénatoriale dirigée par Estes Kefauver s'intéresse elle aussi aux comics comme cause possible de la délinquance juvénile. Ayant interrogé Wertham à titre d'expert, la commission reprend largement ses thèses dans ses conclusions. Elle ne préconise aucune action précise, mais recommande fortement aux éditeurs de comics de « s'amender ». Plusieurs éditeurs interprètent ce conseil comme la menace d'une future législation gouvernementale visant à contrôler le contenu de leurs publications. Ils décident alors de prendre les devants en se regroupant en une association fondée en octobre 1954, la Comics Magazine Association of America, qui crée à son tour la Comics Code Authority (CCA). La CCA se définit comme un organisme d'auto-régulation chargé de veiller à l'application dans les comics d'un code de bonne conduite, le Comics Code. Les éditeurs membres s'engagent à soumettre à la CCA leurs comics préalablement à toute parution, et à ne les publier que s'ils obtiennent son approbation.
Dans sa forme d'origine, le code impose entre autres les règles suivantes :
- Toute représentation de violence excessive et de sexualité est interdite.
- Les figures d'autorité ne doivent pas être ridiculisées ni présentées avec un manque de respect.
- Le bien doit toujours triompher du mal.
- Les personnages traditionnels de la littérature d'horreur (vampires, loup-garous, goules et zombies) sont interdits.
- Les publicités pour le tabac, l'alcool, les armes, les posters et cartes postales de pin-ups dénudées sont interdites dans les comic books.
- La moquerie ou les attaques envers tout groupe racial ou religieux sont interdits.

L'instauration de la CCA est critiquée des deux côtés du débat sur les comics. Wertham estime la mesure insuffisante, ne faisant pas confiance à un organisme qu'il juge trop proche des éditeurs. William Gaines, éditeur des EC Comics dont les plus grands succès sont consacrés à l'horreur ou au crime, se plaint des clauses interdisant l'utilisation de mots tels que horror ou crime dans les titres. De fait, la plupart des titres EC périclitent puis disparaissent dans les années suivantes, à l'exception de Mad, titre que sa formule magazine dispense d'obtenir l'approbation de la CCA.
Même si la CCA n'a théoriquement aucune autorité sur les éditeurs non-membres, il devient rapidement de plus en plus difficile de publier des comic books sans son approbation, de nombreux distributeurs refusant de mettre en vente des publications non approuvées. L'éditeur Dell Comics qui publie notamment des séries dérivées des personnages de Walt Disney refuse de rejoindre la CCA et ne soumet pas ses comics à son approbation. En effet il explique que ses comics n'ont nul besoin de vérification étant déjà « sains » dès le départ . Dell peut se permettre cette attitude grâce à la réputation familiale bien établie de ses publications et à la part importante du marché qu'il représente à l'époque. Classics Illustrated refuse également, mais comme cet éditeur est spécialisé dans l'adaptation de classiques en bande dessinée, il n'est guère soupçonnable de pervertir « la belle jeunesse américaine ». Ce n'est toutefois pas le cas de nombreux éditeurs plus modestes qui font faillite. D'une manière générale, la variété de la production de comics diminue considérablement avec l'instauration du code. Les éditeurs ne se risquent plus à publier autre chose que des histoires directement destinées aux enfants, faisant fuir le lectorat adulte. Ceci renforce l'association classique du medium comics avec un divertissement pour enfants, préjugé qui reste aujourd'hui[Quand ?] encore très présent dans les esprits.

## Évolution
Dans les années 1960 apparaissent les comics underground, qui abordent des thèmes explicitement interdits par le code. Ces comics sont distribués hors des circuits traditionnels : ils sont notamment vendus dans les head shops, des magasins psychédéliques qui se développent avec la culture hippie. Les gérants de ces magasins ne se préoccupent pas de l'approbation de la CCA, la vente de comics non approuvés représentant au contraire pour eux un argument commercial. Les comics underground sont ainsi hors d'atteinte des foudres du comité, ce qui constitue une première limitation à sa toute-puissance.
En 1971, le directeur de Marvel Comics, Stan Lee, est contacté par le Department of Health (équivalent américain du ministère de la Santé) qui lui demande de réaliser un comic book sur les dangers de la drogue. Lee accepte et écrit une histoire de Spider-Man dans laquelle un ami de Peter Parker devient dépendant de pilules. Le scénario décrit clairement la consommation de drogue comme dangereuse pour la santé physique et morale, mais la CCA refuse d'approuver ces numéros, le code interdisant strictement toute référence à la drogue, même négative. Marvel décide de publier quand même ces épisodes sans le sceau d'approbation de la CCA et obtient un accueil public et critique très favorable. La CCA est par contre critiquée pour sa rigidité. 
La même année, l'introduction du personnage de Morbius dans Spider-Man remet en cause l'autorité de la CCA. Personnage modifié à l'image d'une chauve-souris comme Spider-Man à l'image d'une araignée, Morbius a tous les attributs d'un vampire sans être explicitement présenté comme tel. La CCA ferme les yeux sur ce contournement de ses règles.
Ces affaires créent un climat favorable à un relâchement des règles du code. Dès 1971, celui-ci est amendé pour autoriser non seulement la représentation de la consommation de narcotiques à condition qu'elle soit présentée sous un jour négatif, mais également les histoires de vampires, goules, et loup-garous, « lorsqu'elles sont traitées dans la tradition de Frankenstein, Dracula, et autres travaux littéraires de haute qualité écrits par des auteurs tels que Edgar Allan Poe, Saki, Arthur Conan Doyle et autres auteurs respectés dont les œuvres sont lues dans les écoles du monde entier. ». Les zombies, en l'absence de caution littéraire, restent prohibés, mais au milieu des années 70, Marvel parvient à contourner l'interdiction en appelant « zuvembies » des adorateurs morts-vivants de super-vilains haïtiens. La mise à jour de 1971, même si elle conserve au code son côté « moralisateur » représente un assouplissement significatif de la censure imposée par la CCA. Ainsi, dès la même année DC Comics peut publier un numéro de Green Lantern consacré aux problèmes de drogue du héros Speedy (acolyte de Green Arrow) comportant un dessin de seringue sur la couverture, et ce avec l'approbation de la CCA.
Au cours des années suivantes, le code continue à évoluer avec le changement des mentalités dans la société américaine. Ainsi en 1989, les homosexuels sont ajoutés aux groupes que les comics ne doivent pas dénigrer, alors que la version initiale du code interdisait toute référence à l'homosexualité, considérée comme une perversion. Néanmoins l'influence de la CCA diminue de façon continue au cours du temps. Un facteur important expliquant ce déclin est le développement de nouveaux circuits de distribution, liés aux comic shops, des librairies spécialisées dans les comics. Dans le modèle traditionnel, les comic books étaient vendus avec les autres titres de presse dans les newsstands (maisons de la presse). Les distributeurs généralistes qui procurent les journaux aux newsstands agissaient comme le bras armé de la CCA en refusant de distribuer des titres non approuvés. Le développement des comic shops s'accompagne de celui de distributeurs spécialisés dans les comics souhaitant offrir le choix le plus large possible de titres, incluant les titres non approuvés par la CCA. Ces nouveaux commerces entraînent une baisse de la part de marché dans la vente de comics des newsstands, seuls points de vente où le sceau d'approbation de la CCA reste obligatoire. 
L'importance de la CCA diminue encore avec l'apparition dans les années 1980 et 1990 d'une nouvelle génération de maisons d'édition (entre autres Fantagraphics, Image Comics, Dark Horse Comics). Ces éditeurs qui visent souvent un lectorat plus adulte ne rejoignent pas la CCA et ne lui soumettent pas leurs ouvrages, distribuant uniquement leurs produits dans les comic shops. Les éditeurs membres de la CCA eux-mêmes, en particulier Marvel et DC, lancent des collections destinées au public adulte qui s'affranchissent des directives du code. Ainsi, dans les années 1990, le label Milestone Media de DC soumettait ses publications à la CCA, mais les publiait quel que soit le résultat de l'évaluation, se contentant de placer le sceau de la CCA sur les numéros approuvés. En 2001, Marvel se retire de la CCA pour lancer son propre système de classification indiquant à quel profil de lecteur s'adresse chaque comic book. En 2006, parmi les éditeurs importants seuls DC et Archie Comics continuent à travailler avec la CCA, et dans le cas de DC uniquement pour les séries de super-héros de l'univers DC et celles de son label Johnny DC destiné aux enfants. 
En janvier 2011, le Comics Code disparaît finalement car DC puis Archie annoncent qu'ils ne soumettront plus aucun de leurs comics et qu'ils ne verseront plus la somme nécessaire à la Comics Magazine Association of America pour avoir le droit de contrôler leurs comics. Faute de fonds, l'association qui gérait le Code est dissoute. Toutes ses archives sont données au département juridique de DC Comics. En septembre 2011, l'association Comic Book Legal Defense Fund, dédiée à la défense de la liberté d'expression dans les comic books, annonce avoir acquis la propriété intellectuelle liée au comics code.

## Dans la culture populaire
Sur certains ouvrages de la collection Label 619 d'Ankama Éditions, tels que DoggyBags ou Mutafukaz, on retrouve sur la première de couverture une estampille « Disapproved by the Comics Code Authority »,.
Le sceau du Comics Code fait également une apparition dans le film d'animation Spider-Man: New Generation, sorti en 2018, ou il est intégré au logo des producteurs du film,.